# Хопкинс, Джерард Мэнли
Джерард Мэнли Хопкинс (англ. Gerard Manley Hopkins, 28 июля 1844, Стратфорд, Эссекс — 8 июня 1889, Дублин) — английский поэт и католический священник.

## Биография
Учился в Хайгейтской школе (Лондон) и в Оксфордском университете, где подружился с поэтом Робертом Бриджесом. Сблизился с англиканским Оксфордским движением, затем, как и многие деятели движения, в 1866 перешел в католицизм. В 1868 вступил в орден иезуитов. Уничтожил написанное прежде и отказался от писания стихов, к которому вернулся лишь в 1875 (поэма «Крушение „Германии“»). В 1884 стал преподавателем греческой литературы в Университетском колледже Дублина. Умер от тифозной горячки.

## Наследие и признание
При жизни Хопкинса, не заботившегося о печатной судьбе своих вещей, было опубликовано лишь несколько его стихотворений. В 1918 его наследие опубликовал Р. Бриджес, к тому времени — прославленный поэт-лауреат. После этого Хопкинс был признан одним из крупнейших поэтов английского языка. Новаторский по ритмике «скачущий стих», которым написано большинство духовных сонетов Хопкинса, сложился под влиянием древней саксонской поэзии, валлийского стиха, детских песенок и считалок. На стихи Джерарда Мэнли Хопкинса писали музыку Э. Кшенек, Сэмюэл Барбер, Милтон Бэббитт, Бенджамин Бриттен, Майкл Типпетт, Нед Рорем, Джонатан Харви, Шон О’Лири, Леонид Десятников ().

## Переводы на русский язык
- [Стихи]// Европейская поэзия XIX века. М.: Художественная литература, 1977, с.116-119 (Библиотека всемирной литературы).
- [Стихи]// Английская поэзия в русских переводах. М.: Прогресс, 1981, с.472-473.
- [Стихи]// Влюбленный путник. Западная поэзия в переводах Алексея Парина. М.: Аграф, 2004.
- [Стихи]// Век перевода. М.: Водолей Publishers, 2006, с.73-78, 402—405. Переводы В. Вотрина, В. Симанкова.
- «Проснусь — и вижу ту же темноту…». Стихи. Пер. Г. Кружкова// Иностранная литература, 2006, № 12, с.180-195.
- Избранные стихотворения. М.: Водолей, 2017. Сост. В. Вотрин, Е. Витковский. ISBN 978-5-91763-393-0.
- Крушение «Deutschland» / пер. с англ. Алёши Прокопьева // POETICA: Литературный онлайн-журнал. 2022. № 1.

## О нем
- Immortal Diamond: Studies in Gerard Manley Hopkins [1949]/ Norman Weyand, ed. New York: Octagon Books, 1969.
- Ward B.W. World As Word: Philosophical Theology in Gerard Manley Hopkins. Washington: Catholic University of America Press, 2001.
- Kaylor M.M. Secreted Desires: The Major Uranians: Hopkins, Pater and Wilde. Brno: Masaryk UP, 2006 ().